# Richard Ferrand
Richard Ferrand (ur. 1 lipca 1962 w Rodez) – francuski polityk i samorządowiec, sekretarz generalny En Marche! (2016–2017), w 2017 minister, deputowany do Zgromadzenia Narodowego, w latach 2018–2022 przewodniczący tej izby, od 2025 przewodniczący Rady Konstytucyjnej.

## Życiorys
Studiował prawo i germanistykę na uniwersytetach w Tuluzie i Paryżu. Początkowo związany z dziennikarstwem, pracował w redakcjach m.in. „Auto Moto” i „Le Monde”. W latach 1988–1990 był wicedyrektorem w jednej z agencji prasowych. Później założył własne przedsiębiorstwo konsultingowe. Od 1991 zatrudniony w gabinecie politycznym sekretarza stanu Kofiego Yamgnane. Od 1993 do 2012 był dyrektorem generalnym społecznej kasy ubezpieczeń zdrowotnych Mutuelles de Bretagne.
W 1980 wstąpił do Partii Socjalistycznej. W 1998 wybrany na radnego departamentu Finistère (do 2011). W 2010 został radnym regionu Bretania i przewodniczącym frakcji radnych PS. W wyborach w 2012 uzyskał mandat posła do Zgromadzenia Narodowego XIV kadencji.
W 2014 został jednym z najbliższych współpracowników ministra Emmanuela Macrona przy opracowywaniu reformy rynku pracy. W 2016 został sekretarzem generalnym En Marche!, ruchu politycznego powołanego przez Emmanuela Macrona.
W maju 2017 w nowo powołanym gabinecie Édouarda Philippe’a objął stanowisko ministra do spraw spójności terytorialnej. Wkrótce po nominacji ministerialnej został objęty wstępnym dochodzeniem dotyczącym m.in. umowy wynajmu przez zarządzaną przez niego do 2012 instytucję ubezpieczeniową pomieszczeń biurowych w kamienicy należącej do jego partnerki. W wyborach parlamentarnych w czerwcu 2017 z powodzeniem ubiegał się o poselską reelekcję. W tym samym miesiącu Richard Ferrand ustąpił ze stanowiska rządowego celem objęcia w Zgromadzeniu Narodowym funkcji przewodniczącego frakcji poselskiej swojego ugrupowania.
12 września 2018 został nowym przewodniczącym Zgromadzenia Narodowego. Niższą izbą parlamentu kierował do końca kadencji w czerwcu 2022; wcześniej w tym samym miesiącu nie został wybrany na kolejną kadencję.
W marcu 2025 prezydent Emmanuel Macron powołał go w skład Rady Konstytucyjnej na dziewięcioletnią kadencję. W tym samym miesiącu Richard Ferrand objął funkcję przewodniczącego tej instytucji.